# The Moment You Believe
«The Moment You Believe» — песня Melanie C, была выпущена в качестве заглавного сингла с четвертого альбома This Time. Автором песни, а также продюсером сингла является Питер Веттес.
Сингл стал хитом в некоторых странах Европы, достигнув первой строчки в Испании, где пробыл 2 недели. Так же ему покорилась вершина люксембургского чарта. В чартах Германии, Австрии и Швейцарии сингл добрался до Топ-20, а в Португалии стал седьмым.

## Видео
Премьера видеоклипа состоялась 23 февраля 2007 года на канале Viva в Европе. Режиссёром клипа стал Tim Royes.

## Список композиций
Швейцарский CD single
1. «The Moment You Believe» — 3:29
2. «Fragile» — 4:05

Европа CD maxi single
1. «The Moment You Believe» — 3:29
2. «Fragile» — 4:05
3. «The Moment You Believe» (Attraction mix) — 4:59
4. «The Moment You Believe» (Instrumental) — 3:29
5. «The Moment You Believe» (Piano/vocal mix) — 3:29

## История релизов
| Регион      | Дата          |
| ----------- | ------------- |
| Австрия     | 16 марта 2007 |
| Германия    | 16 марта 2007 |
| Швейцария   | 16 марта 2007 |
| Скандинавия | 21 марта 2007 |

## Чарты
| Чарт (2007)                       | Пик позиция |
| --------------------------------- | ----------- |
| Австрия (Ö3 Austria Top 40)       | 28          |
| Чехия (Rádio — Top 100)           | 48          |
| Европа (European Hot 100 Singles) | 80          |
| Германия (GfK)                    | 15          |
| Португалия (AFP)                  | 7           |
| Испания (PROMUSICAE)              | 1           |
| Швеция (Sverigetopplistan)        | 18          |
| Швейцария (Schweizer Hitparade)   | 14          |

| Чарт (2007)                     | Позиция |
| ------------------------------- | ------- |
| Швейцария (Schweizer Hitparade) | 80      |